# Fagerstakoncernen
Fagerstakoncernen, med moderbolaget Fagersta Bruks AB (från 1971 Fagersta AB) var en ståltillverkare inriktad främst på specialstål. Verksamheten var huvudsakligen lokaliserad till anläggningar i Fagersta, Långshyttan, Forsbacka, Österbybruk och Horndal. Fagersta AB avvecklades som sammanhållen koncern 1984 då huvuddelen av verksamheten uppgick i nybildade Avesta AB. Sista verksamhetsår i sin gamla form hade Fagersta AB en omsättning på 3,1 miljarder kronor och 5 000 anställda (3 200 i Sverige).

## Historik

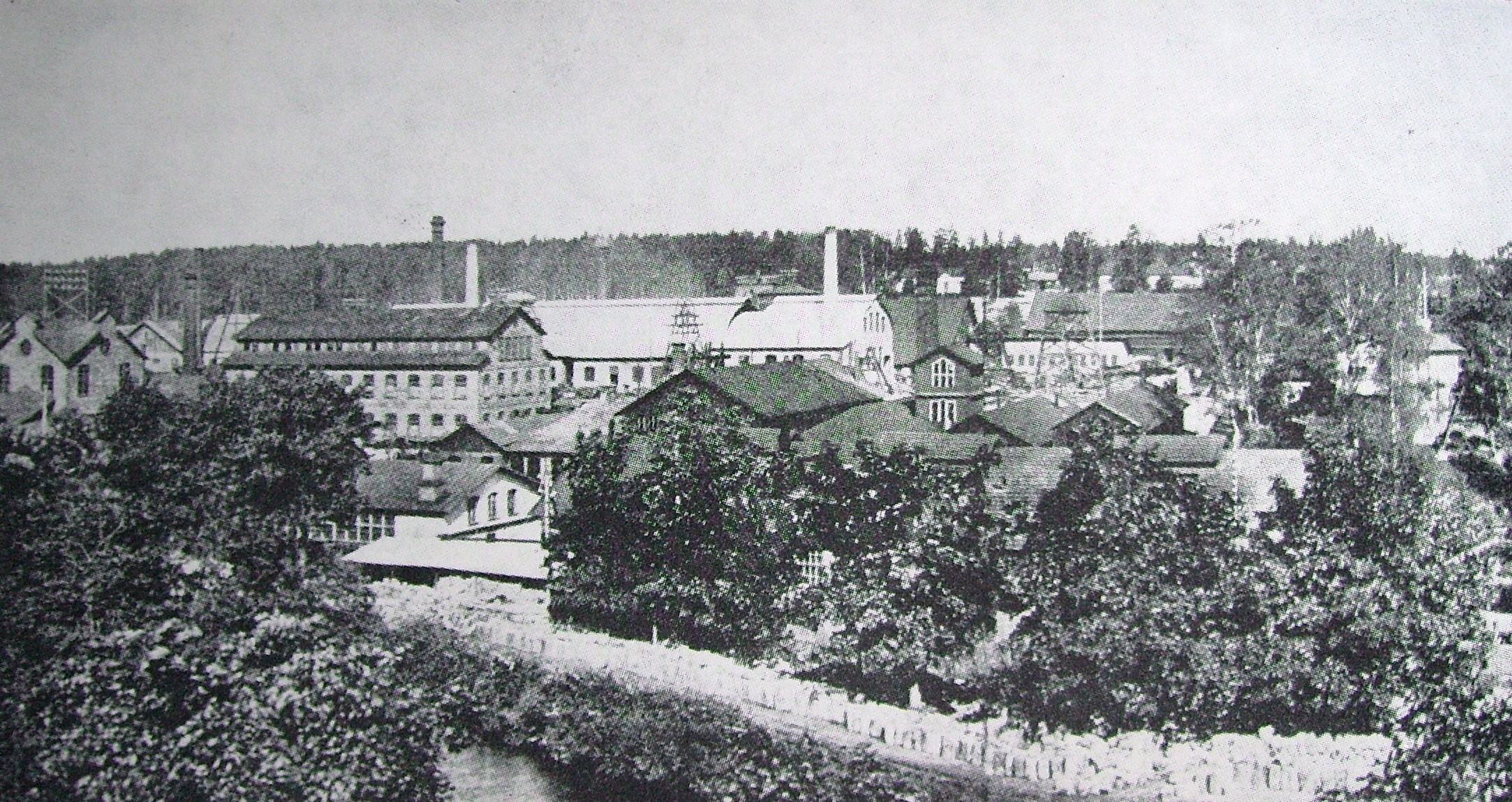
Fagersta bruk vid slutet av 1800-talet.

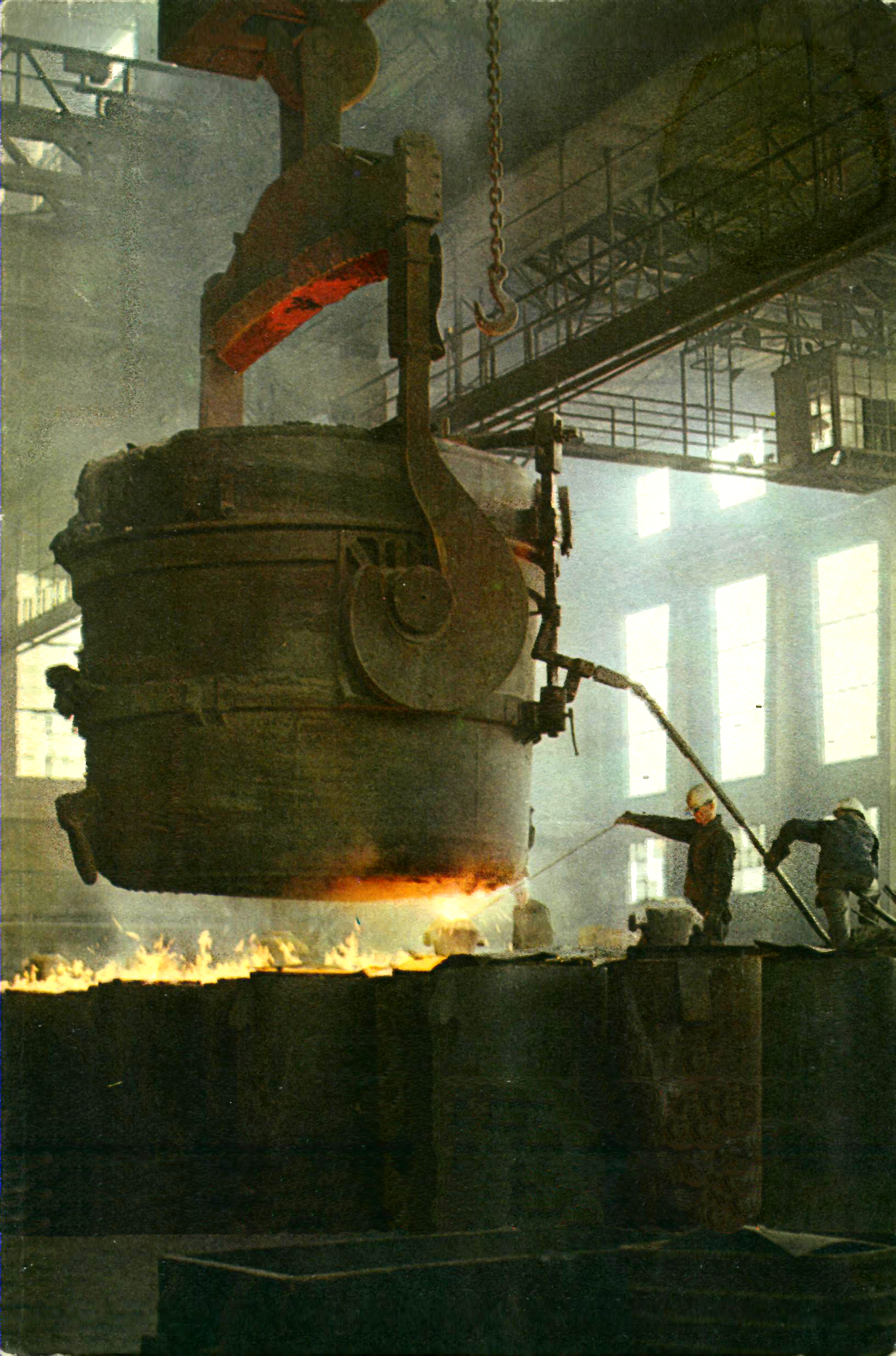
Stålframställning i Fagersta 1967.

Verksamheten startade år 1611 med en stångjärnshammare vid Kolbäcksån som löd under Västanfors bruk. 1797 blev Lars von Stockenström ägare till Västanfors med Fagersta. Hans son Salomon von Stockenström som tog över bruket 1801 lätt anlägga skärverk, valsverk, spiksmedjor och knipphammare här. Han flyttade även stångjärnssmidet från Harnäs bruk och smidet vid Väster Djupstierna till Fagersta. Sedan han 1822 blivit ensamägare till Västanfors och 1826 hela Semla bruk lät han göra Fagersta till centrum för sin bruksverksamhet. Då han avled 1851 var dock bruket konkursmässigt och efter bodelning köptes bruket 1852 av grosshandlaren Thomas Aspelin (1803–1877). Han uppförde fem lancashirehärdar i Fagersta och även nya bessemerugnar i Västanfors 1860. 1867 uppmärksammades bruket vid världsutställningen i Paris med guldmedalj för sina produkter. År 1873 ombildades bruket till aktiebolag under namnet Fagersta Bruks Aktiebolag med Thomas Aspelins son Christian Aspelin (1830–1919) som VD.
Åren 1884–1885 uppfördes den första martinsmältugnen i Fagersta. I samband med detta gick man helt över till att producera götstål och lancashirehärdarna övergavs. Bakom moderniseringen av bruket vid denna tid låg Johan August Brinell, som var Fagersta bruks överingenjör 1882–1903. Ett nytt tråddrageri uppfördes 1885 för att ersätta det äldre som förstörts av brand. 1892 tillkom en andra martinugn och samtidigt byggdes även götvalsverk, pumpverk, sågbladsverkstad, blåsmaskinsanläggning, elektrisk kraftstation och belysningscentral. 1893 uppfördes ett valsverk för vällfria rör, 1895–1896 uppfördes två nya martinugnar med förbättrad kapacitet, tubdrageri 1896–1897, 1898–1900 ett grov-, medium- och finverk. 1902–1903 ett nytt götverk, 1905–1906 en ännu större martinugn samt ett degelstålverk. 1910–1912 uppfördes tre martinugnar, 1912 ångreservstation, 1914 tre nya masugnar, 1915 laboratorium, tubdrageri samt sänk- och hejarsmedja, 1916 ombyggdes götvalsverket och anlades tackjärngjuteri, 1917 nytt tråddrageri och 1918 en ny vattenkraftstation.
På 1880-talet hade Fagersta bruk gått över till att vara ett av de mer betydande järnbruken i Mellansverige. När Christian Aspelin tog över bruket i början av 1860-talet låg årsproduktionen på 1 300 ton. När han slutade 1907 producerade man 28 661 ton och flera tusen personer hade anställts. Fagersta bruk visades upp på världsutställningen i Philadelphia år 1876 och även år 1900 var de med på världsutställningen i Paris. 
År 1907 blev Emil Possehl huvudägare i Fagersta bruk och genom AB Kreditkassan av år 1922 kom bolaget 1922 i statens ägo. År 1927 omstrukturerades företaget på initiativ av huvudägaren, Svenska Handelsbanken, och blev då moderbolag för ett antal andra järn- och stålföretag (Forsbacka, Horndal, Långshyttan (Klosterverken) och Österbybruk). Introduktion på börsen skedde 1943. Fagerstakoncernen bedrev ett omfattande forsknings- och utvecklingsarbete på specialståls- och hårdmetallområdet. Bland annat var man pionjär inom framställning av Seco-material. Under efterkrigstiden kom tillverkning av produkter som skärstål och bergborrar att bli alltmer betydelsefull. Företaget upplevde sedan en storhetstid som kom att vara fram till den första stora stålkrisen i början av 1970-talet.
År 1978 förvärvade Kinnevik under ledning av Jan Stenbeck aktier i Fagersta AB i syfte att samordna stålverksamheterna hos Fagersta och Sandvik. Året efter, 1979, upphörde företaget med gruvdriften och de två masugnarna i Fagersta nedblåstes. Under 1982 stängdes Stålverk I i Fagersta. Samma år fusionerades också snabbstålstillverkningen i Vikmanshyttan, Långshyttan och Örbyhus med Uddeholms AB:s dito i Söderfors varvid Kloster Speedsteel bildades.
Den stora omorganisationen av Fagersta AB kom emellertid först 1984. Huvuddelen av verksamheten samordnades då istället med Avesta Jernverks och Nyby-Uddeholms rostfria verksamheter under namnet Avesta AB (ingår i nuvarande Outokumpu). Sista verksamhetsåret som sammanhållen koncern, 1983, hade Fagersta AB en omsättning på 3,1 miljarder kronor och 5 000 anställda. De kvarvarande delarna i Fagersta AB såldes sedan ut till andra företag och privatpersoner. I samband med att Stålverk II i Fagersta lades ned till industrisemestern, fredagen den 28 juni 1985, sammanfördes Fagersta AB och Kinnevik i en gemensam koncern under den senares namn.

## Verksamhet idag
Den tillverkning som fortfarande sker i Fagersta finns till största delen hos Seco Tools AB (hårdmetallverktyg för skärande bearbetning – cirka 1200 anställda i Fagersta), Epiroc Drilling Tools AB (verktyg för bergborrning inom gruv- och anläggningsindustrin – cirka 700 anställda i Fagersta) samt i Fagersta Stainless AB (rostfri valstråd och dragen tråd – cirka 330 anställda).

## Styrelseordförande
- 1907-14: Olof Söderberg
- 1915-21: J.A. Brinell
- 1921-26: Uno Lindberg
- 1926-34: Wiking Johnsson
- 1935- : Axel Bergengren
- 1960-65: Hjalmar Åselius

## Verkställande direktörer
- 1907-14: Axel Wahlberg
- 1914-17: Patrik Bock
- 1917-24: Hugo Carlson
- 1924-41: Axel Fornander
- 1942-58: Hjalmar Åselius